# ラデツキー行進曲
『ラデツキー行進曲』（ラデツキーこうしんきょく、ドイツ語: Radetzky-Marsch）作品228は、ヨハン・シュトラウス1世が作曲した行進曲。
作曲者の最高作といわれ、クラシック音楽全体でみても有数の人気曲である。1848年革命の最中に、当時はオーストリア帝国領であった北イタリアの独立運動を鎮圧したヨーゼフ・ラデツキー将軍を称えて作曲された。

## 作曲の経緯

### 1848年革命への賛同
1848年2月、フランスで7月王政が倒れた。普通選挙を求める声を政府が弾圧したことがきっかけとなって2月革命が勃発し、国王ルイ・フィリップ1世が退位に追い込まれたのである。フランスに端を発した革命運動はたちまちヨーロッパ全土に波及し、3月革命となってオーストリア帝国にも押し寄せた。（これらを総称して1848年革命という）
当時ウィーンの宮廷舞踏会音楽監督を務めていた「ワルツ王」ヨハン・シュトラウス1世であったが、そんな彼でさえも革命運動に与してクレメンス・フォン・メッテルニヒ宰相の抑圧政治を打破しようとした。自由思想に共感を抱いたシュトラウスは、『学生軍団行進曲』（作品223）や『自由行進曲』（作品226）、『ドイツ統一行進曲』（作品227）などを作曲し、相次いで発表している。

### 革命への危機感

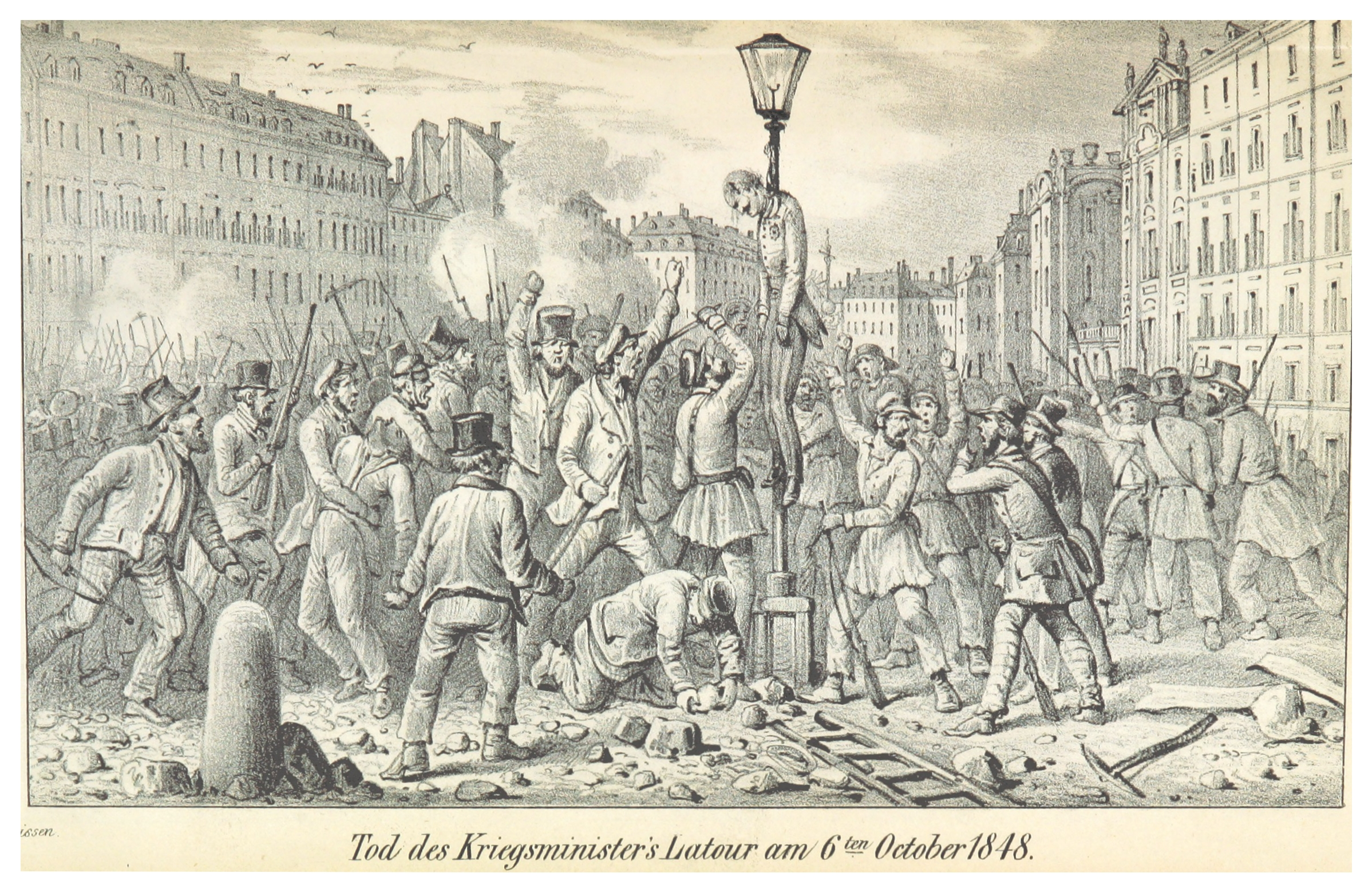
1848年革命後期のウィーン。陸軍省に押し寄せた労働者たちに殺害され、路上で吊るし首にされた陸軍大臣テオドール・ラトゥール伯爵

ところが、革命運動は次第に先鋭化していき、カール・マルクスがウィーンにやって来るなど、「君主制の打倒」を唱える勢力に革命を推進する主体が移り変わっていった。よりリベラルな体制を望んでいただけで、ハプスブルク家を玉座から追い落とそうなどとは考えてもいなかった大多数の市民たちは、変質してしまった革命運動に困惑し、これと対立するようになった。シュトラウスもこうした変質した革命運動に危機感を抱いた市民の1人であった。
息子ヨハン・シュトラウス2世は、この革命期が父に与えた影響についてこう書いている。
| 「 | 父は当時の雑音の中で落ち着きを失い……時代の問題から身を遠ざけ、未来が彼の芸術に好ましい時代に戻るよう望んでいた。 | 」 |

陸軍大臣テオドール・ラトゥール伯爵が労働者たちによって殺害され、そのうえ路上で吊るし首にされるという事件が起こった。この事件は特に善良な市民たちを戦慄させた。自由をめぐる政府と市民の対立は、いつの間にか政府および市民の大多数と、革命運動家および彼らに扇動された労働者との対立になっていた。

### ラデツキー将軍の戦勝祝典

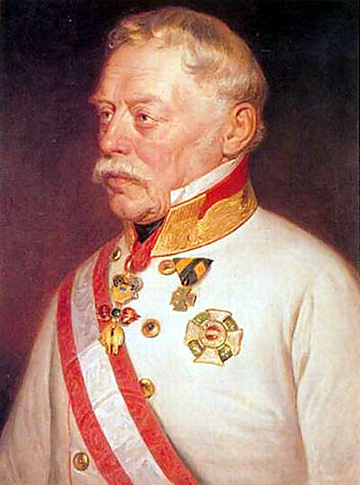
オーストリア史上最も卓越した軍人の1人といわれるヨーゼフ・ラデツキー将軍

当時イタリア半島では民族統一運動が盛んで、オーストリア帝国領であった北イタリアでは「ドイツ民族からの独立」を目指して激しい闘争が繰り広げられていた。1848年7月、ヨーゼフ・ラデツキー将軍の率いるテオドール・ラトゥールオーストリア陸軍がこれの鎮圧に成功した。この勝利を記念するために、「イタリアで戦った勇敢なる将兵の賞賛と傷病兵への募金を兼ね、寓意的、象徴的表現と格別な啓蒙を意図した大勝利感謝祭」が8月31日に開かれることとなった。
シュトラウスはこの祝典のために新曲を依頼され、作曲に取りかかった。かつての楽団員ですでに独立していたフィリップ・ファールバッハ1世の協力を得て、ウィーンの民謡を2つ採り入れて、わずか2時間で完成したといわれる。大変な好評を博したが、この行進曲によってシュトラウスは文句なしに君主制支持者のレッテルを貼られることになった。以後シュトラウスのコンサート会場は、多くの士官と「国民自衛団」の市民で埋め尽くされたという。この行進曲のおかげで政府軍の士気は大いに高揚し、のちに政府側の人々からこのように言われた。
| 「 | ウィーンを革命から救ったのは、ヨハン・シュトラウスである。 | 」 |

それまではワルツ『ローレライ＝ラインの調べ』（作品154）がシュトラウスの代表作とみられていたが、この『ラデツキー行進曲』が初演後たちまちシュトラウスの既存のすべての作品の影を薄くしてしまった。

## その後

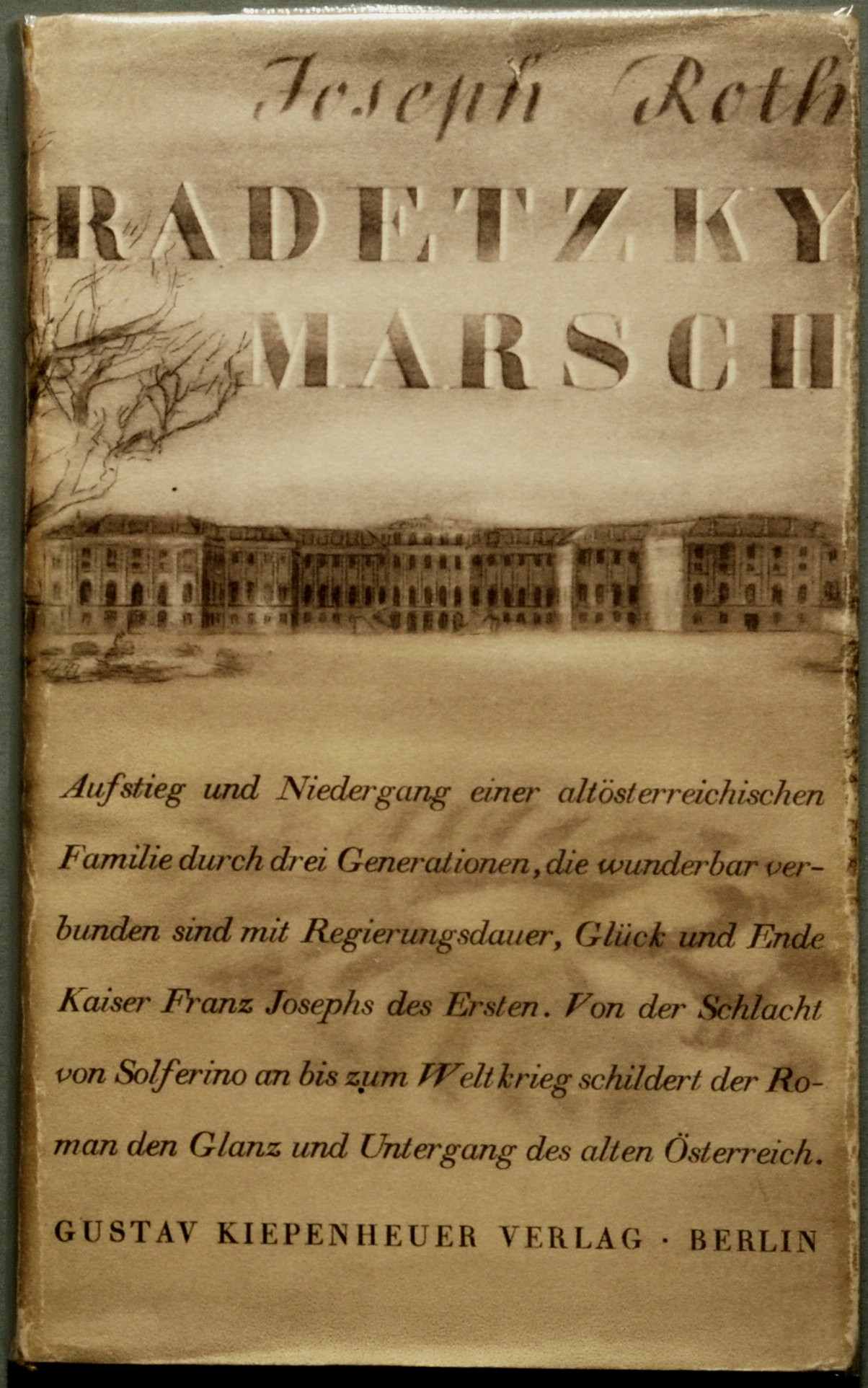
小説『ラデツキー行進曲』のカバー（ドイツ語）

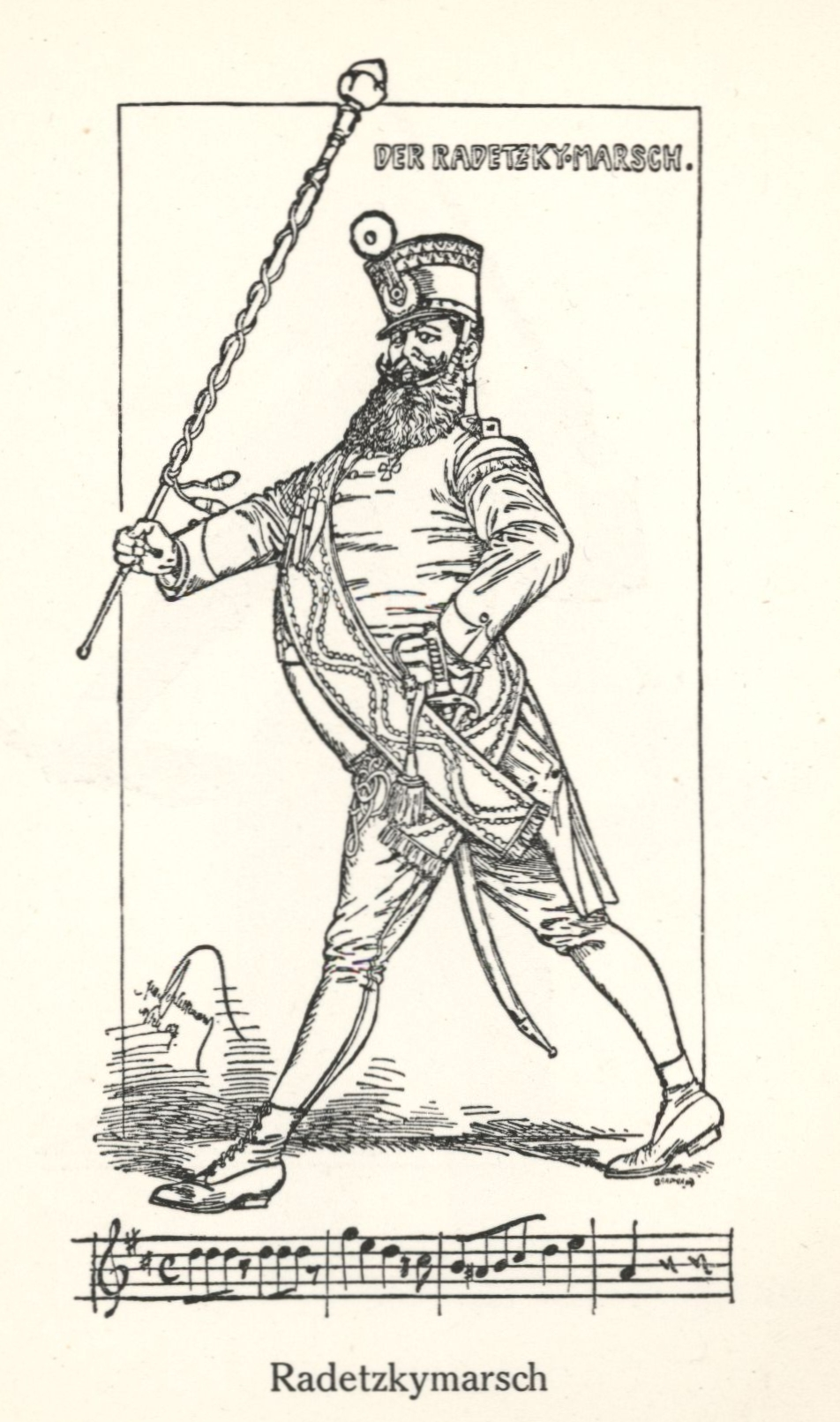
ハンス・シュリースマンによる絵画

この行進曲はやがてオーストリア帝国の愛国の象徴として扱われるようになり、息子ヨハン2世の『ハプスブルク万歳!』や、ヨハン2世とその弟ヨーゼフの合作による『祖国行進曲』など、ハプスブルク帝国を賛美するさまざまな楽曲にモチーフが採り入れられている。熱心な王党派として知られた作家ヨーゼフ・ロートは、この曲名を借用した『ラデツキー行進曲』という名高い小説を1932年に発表している。
帝政が廃止された現在のオーストリア共和国でも国家を象徴する曲であり、国家的な行事や式典でたびたび演奏されている。ウィーン・フィルハーモニー管弦楽団によるニューイヤーコンサートでは、1958年以降は2005年を除いて、毎年プログラムのアンコールの最後の曲として、必ず演奏される曲として知られている。曲中に観客の手拍子が入ることで有名だが、これはボスコフスキー時代に始まった慣習であり、作曲者自身の指示などがあるわけではない。
自筆譜は紛失したとみられていたが、1978年4月に破棄されて断裁される寸前だった楽譜の山の中から発見された。1987年当時楽譜を所有していたロイス・ベック教授は、オリジナルの楽器編成のほうが「現行のそれより香り高く透明で、軍隊行進曲というよりもロッシーニの序曲のように聞こえる」と発言している。ちなみに、このオリジナル版の『ラデツキー行進曲』は、2001年のニューイヤーコンサートの冒頭を飾る曲としてニコラウス・アーノンクールにより演奏されている。
現在演奏されているもののうちニューイヤーコンサートで使用されている楽譜は、レオポルド・ヴェニンガーが1914年に編曲したものを底本として、その後長年にわたって手を加えられてきたものであり、原典版はおろかヴェニンガー版とも大きく楽器法や音の強弱などが変化している。ヴェニンガー版のうち、ティンパニーとトライアングル、鉄琴のパート譜に関しては、ニューイヤーコンサートでは使用していなかった。ところが、編曲したヴェニンガーが後年にナチの党員になった経歴が問題視されたため、非ナチ化の一環としてヴェニンガーの名前を除去する目的から、手を加えられてきた内容を追認する形で改めて「ウィーン・フィル版」として扱うこととし、2020年のニューイヤーコンサートから使用することとなった。なお、楽団長でバイオリニストのダニエル・フロシャウアーは「曲の聞こえ方に大きな変化はない」としている。また、冒頭のスネアドラムやバスドラム・シンバルの部分に関しては、ヴェニンガー編曲版では1989年と1992年（指揮者はいずれもカルロス・クライバー）の2回、ウィーン・フィル版では2021年（リッカルド・ムーティ）のコンサートではカットされている。

## 構成
主題にカドリーユが用いられている。オーストリア帝国の流れを汲むリズム（ダタダンダタダンダタダンダンダン と後ろの拍にアクセントが置かれている）およびその転回で曲が構成されている。
前奏→主題→展開部→中間部→前奏→主題→展開部の構成。ニ長調。

## 楽器編成
| 木管 | 木管       | 金管 | 金管 | 打    | 打             | 弦   | 弦 |
| ---- | ---------- | ---- | ---- | ----- | -------------- | ---- | -- |
| Fl.  | 2, Picc. 1 | Hr.  | 4    | Timp. |                | Vn.1 | ●  |
| Ob.  | 2          | Trp. | 2    | 他    | 小太鼓、大太鼓 | Vn.2 | ●  |
| Cl.  | 2          | Trb. | 3    | 他    | 小太鼓、大太鼓 | Va.  | ●  |
| Fg.  | 2          | Tub. | 1    | 他    | 小太鼓、大太鼓 | Vc.  | ●  |
| 他   |            | 他   |      | 他    | 小太鼓、大太鼓 | Cb.  | ●  |